# Mytilinidion aggregatum
Mytilinidion aggregatum är en svampart som först beskrevs av Augustin Pyrame de Candolle, och fick sitt nu gällande namn av Duby 1862. Mytilinidion aggregatum ingår i släktet Mytilinidion och familjen Mytilinidiaceae.  Artens status i Sverige är: Osäker förekomst. Inga underarter finns listade i Catalogue of Life.